# 선지효
선지효(본명: 선현이, 1987년 1월 19일 ~ 2015년 12월 15일)는 대한민국의 레이싱 모델이다.

## 경력
- 2013년 미스디카 아웃도어 모터쇼 레이싱모델
- 2013년 UMF KOREA 모델
- 2014년 경향하우징 페어 모델
- 2015년 서울모터쇼 코니모터 레이싱모델